# Pointe de Bellecombe
La pointe de Bellecombe  est une montagne de 2 755 m d'altitude en Haute-Maurienne dans les Alpes. Située en aval de la commune de Sollières-Sardières elle en constitue sa limite sud-est et surplombe le val d'Ambin dans le massif du Mont-Cenis. De 1860 à 1947, il a été un sommet frontalier. Durant le second conflit mondial, il a été au cœur d'intenses combats pour la libération de la Haute-Maurienne. Cette région est l'une des dernières portions de France libérée de l'occupant nazi.

## Géographie

### Situation

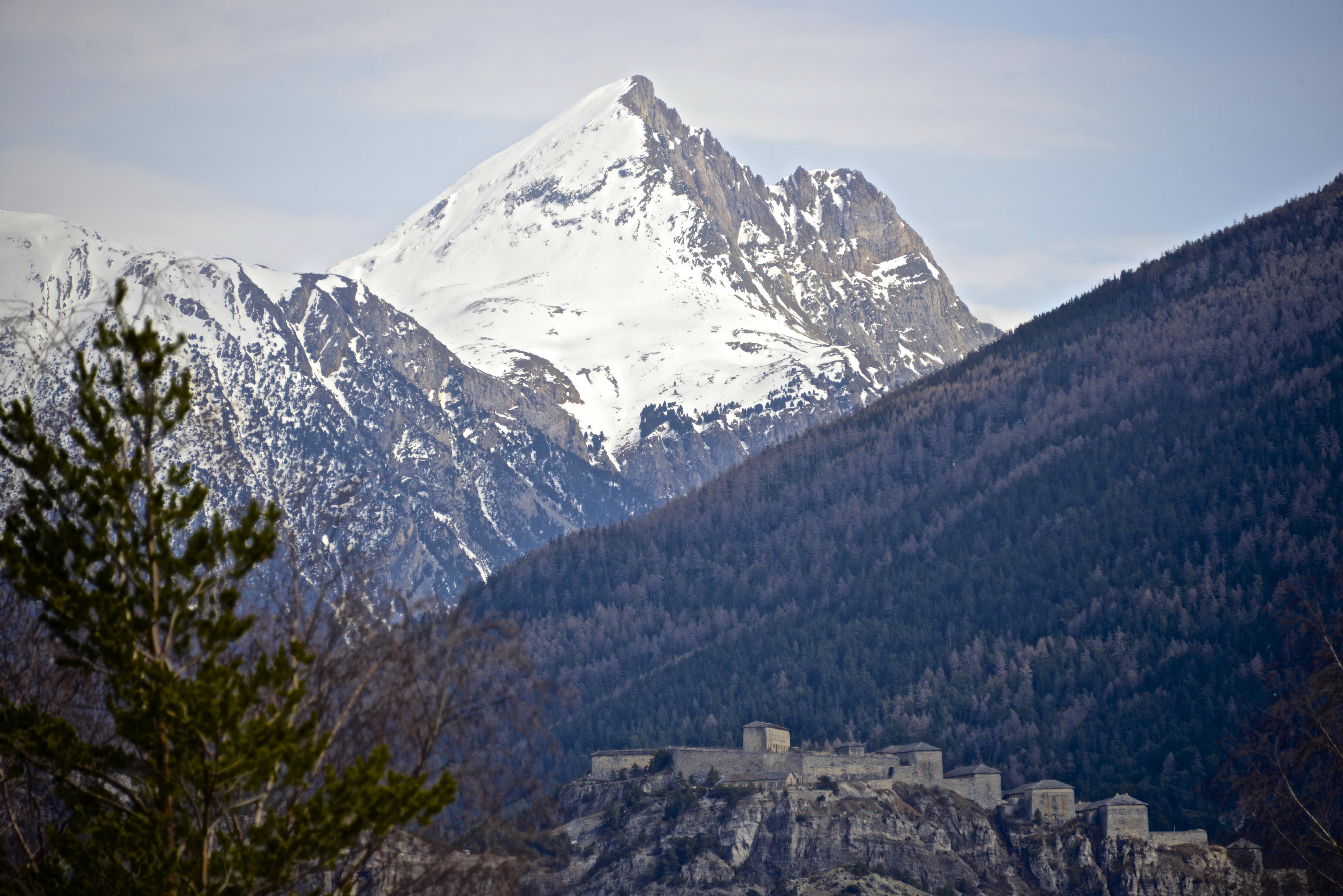
Vue de la face ouest du sommet avec la barrière de l'Esseillon en premier plan.

Située dans le massif du Mont-Cenis, la pointe de Bellecombe appartient à la ligne de partage des eaux entre mer Adriatique et mer Méditerranée et se situe sur la droite hydrographique de la combe du Mont-Cenis. EIle se dresse entre le col de Sollières et le Petit Mont-Cenis.

### Géologie

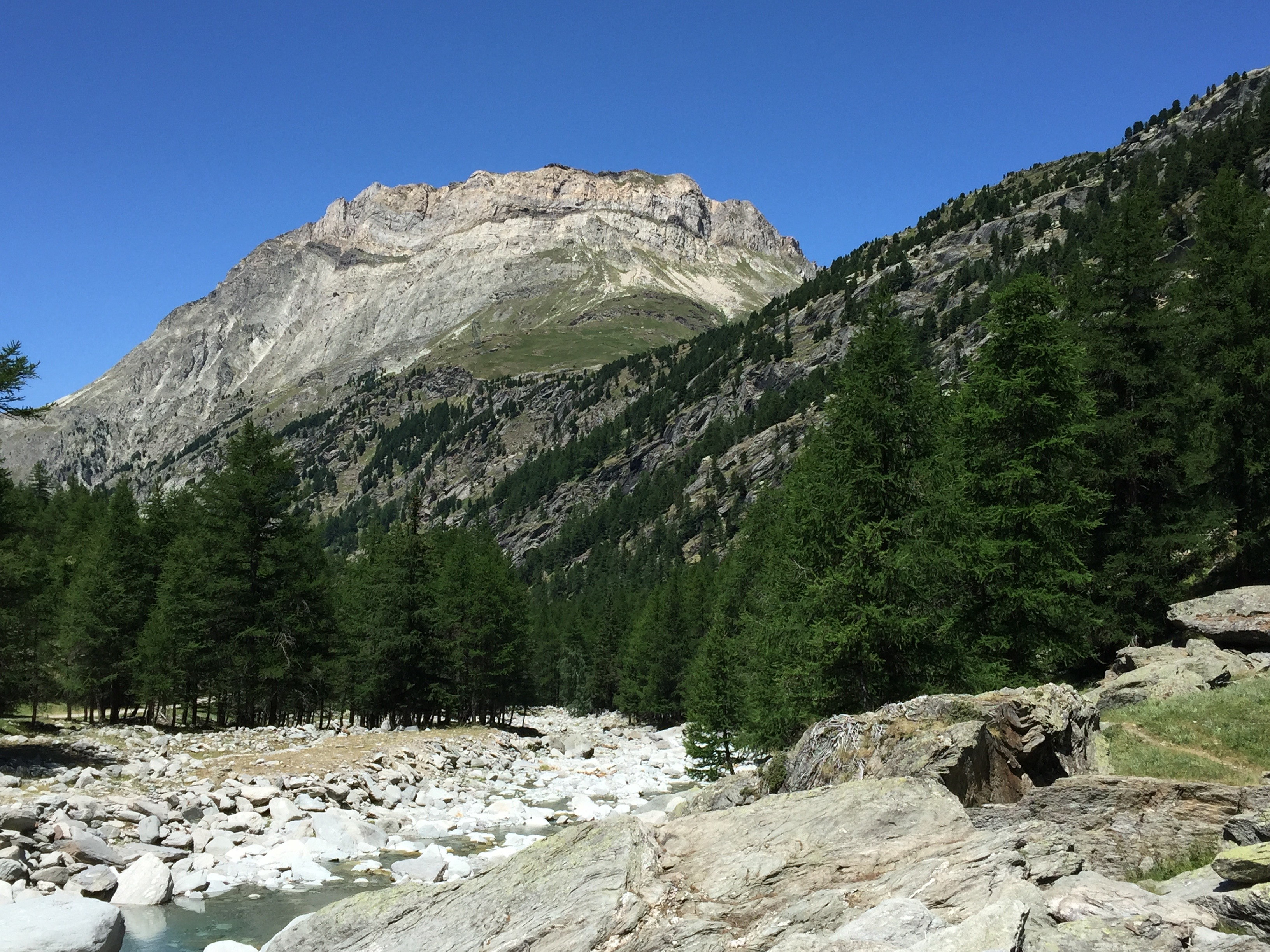
Vue de la pointe de Belecombe depuis le val d'Ambin, avec le chevauchement de la nappe de quartzite visible sur le socle cristallin.

Le sommet repose sur le socle cristallin d'Ambin. Il est formé d'une massive lame de quartzite qui perce les nappes de gypse et tombe à pic dans le val d'Ambin. Le sommet est également constitué de prasinite. La dureté des roches constituant ce pic lui donne une allure facilement reconnaissable. Il repose sur le socle cristallin d'Ambin d'aspect plus sombre.

## Histoire
Ce sommet et ses contreforts, dont le mont Froid (2 822 m), sont des satellites du signal du Petit Mont-Cenis. Ils ont été le théâtre de violents combats lors de la Seconde Guerre mondiale. Cet ensemble formait un des points stratégiques de la ligne Maginot et du mur alpin, en dominant directement le talweg de la Haute-Maurienne mais également les vallons de Bramans, le plateau du Mont-Cenis et le col. Sommet frontalier, il était entouré de forts, batteries et casernes. De nombreuses lignes de défense et galeries souterraines couraient entre le sommet et le col de Sollières côté français. Il offrait une vue optimale sur le théâtre des manœuvres militaires transalpine stationnées sur le plateau 570 m en contrebas. En juin 1940, les troupes commandées par le lieutenant Prudhon ont résisté à l'attaque italienne puis allemande jusqu'à l'armistice. En avril 1945, une bataille a opposé les chasseurs alpins français aux chasseurs de montagne allemands Gebirgsjäger, secondés de parachutistes italiens fascistes de la division Folgore. Ces affrontements livrés dans des conditions extrêmes sont devenus l'un des symboles des combats pour la libération dans les Alpes. Ainsi cette portion de la Maurienne a été l'un des derniers territoires libérés de l'Hexagone.

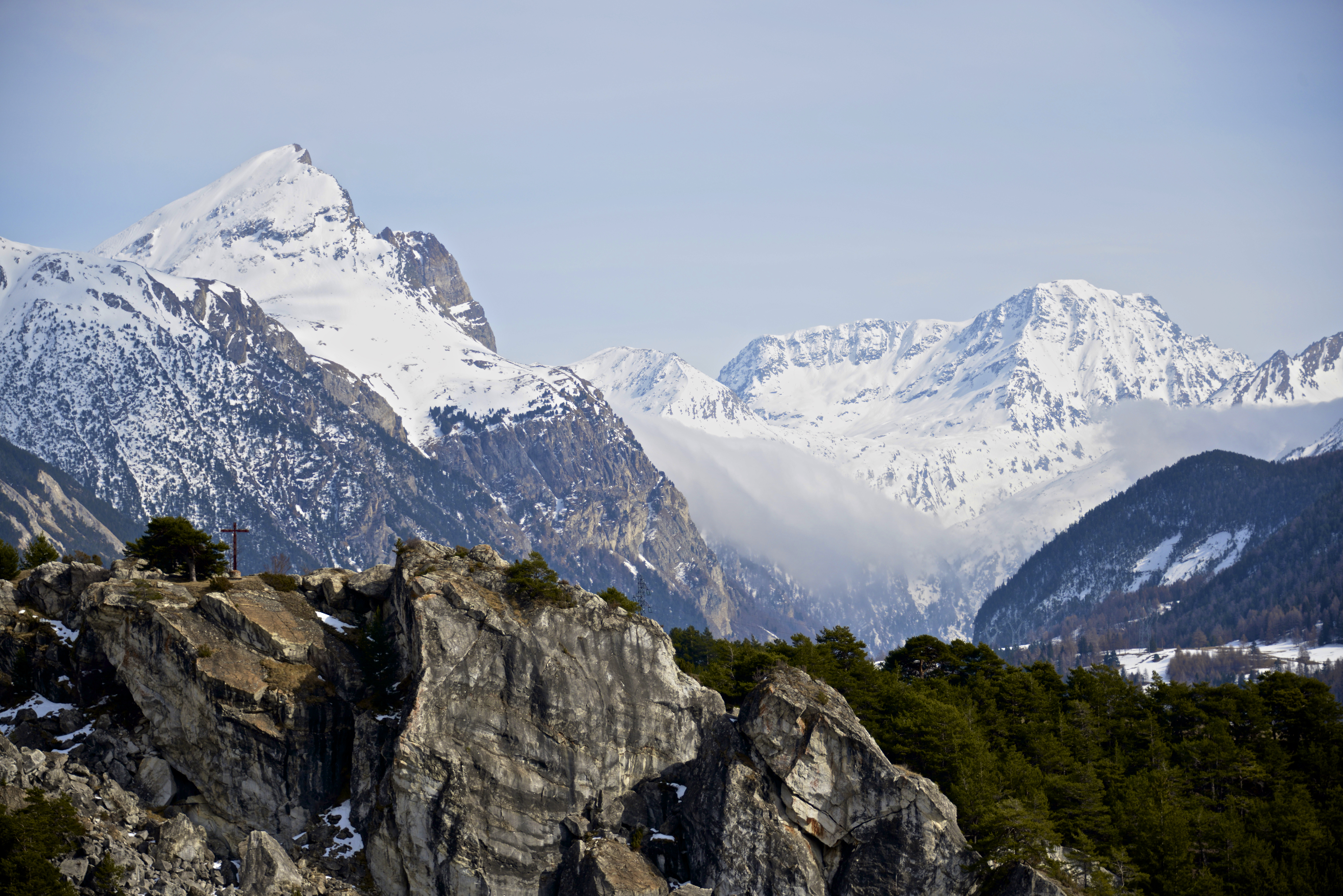
Vue de la pointe de Bellecombe et du mont Giusalet en arrière-plan.

À la suite du traité de Paris de 1947, le sommet marquant depuis 1862 la frontière entre les deux pays devient entièrement français aux dépens de l'Italie. Ce nouveau tracé frontalier englobe désormais le versant est du sommet et s'étend sur l'ensemble du plateau. Les communes mauriannaises ont ainsi pu récupérer leurs alpages alors séparés par la frontière née à la suite de l'annexion des États de Savoie par la France du Second Empire,.
Jusqu'alors glacis militaire et hérissé de fortifications, le sommet est aujourd'hui prisé des randonneurs, offrant un panorama dégagé sur l'ensemble des massifs environnant et face à la dent Parrachée, le mont Giusalet ou bien encore la pointe de Ronce. L'ascension depuis le val d'Ambin est réservé aux alpinistes chevronnés voulant gravir la falaise de plus de 1 000 m de haut.